# 2MASS J07400966+3212032
2MASS J07400966+3212032 ist ein etwa 80 Lichtjahre von der Erde entfernter Brauner Zwerg im Sternbild Zwillinge. Er wurde 2000 von J. Davy Kirkpatrick et al. entdeckt. Er gehört der Spektralklasse L4,5 an.